# Schloss Ruppersdorf
Schloss Ruppersdorf (polnisch Pałac w Wyszonowicach) ist ein ruinöses Schloss in Wyszonowice (deutsch: Ruppersdorf) in der Gmina Wiązów (Wansen) im Powiat Strzeliński der Woiwodschaft Niederschlesien in Polen.

## Geschichte
Die erste Erwähnung von 1511 belegt die Existenz eines Wohnturms. Zwischen 1595 und 1615 wurde dieser zum Herrensitz umgebaut. In den Jahren 1750, 1861 und 1904 wurde der Bau im jeweiligen Zeitgeschmack umgestaltet. Besitzer waren 1541 die Redern, danach die von Wentzky und Peterskeyde. Nach 1692 war ein von Richthofen Besitzer, 1771 wurde der Besitz von Hans Carl von Jeetze an Hans Friedrich von Saurma verkauft, dessen Nachkommen bis ins 20. Jahrhundert Besitzer blieben.
Durch Kriegseinwirkung wurde das Schloss 1945 beschädigt. Nach dem Übergang Schlesiens infolge des Zweiten Weltkriegs 1945 wurde das Schloss als Erholungsheim genutzt.

## Baubeschreibung
Der zweistöckige Ziegelbau war ursprünglich verputzt und mit einem Walmdach gedeckt. Die Westfassade hat neun Achsen, wobei im mittleren Teil eine Terrasse mit Treppe vorgelagert ist. In der südöstlichen Ecke befindet sich ein zweistöckiges Türmchen. An den Fassaden sind nur wenige architektonische Details erhalten geblieben, so Fragmente von Sgraffitoverzierungen, Reste von Fensterrahmen und Reste von Fenstersimsen.